# NGC 1202
NGC 1202 is een spiraalvormig sterrenstelsel in het sterrenbeeld Eridanus. Het hemelobject werd in 1886 ontdekt door de Amerikaanse astronoom Ormond Stone.

## Synoniemen
- PGC 11593
- KUG 0302-066